# Potalapalatset
Potalapalatset (tibetanska: པོ་ཏ་ལ།; Wylie: po ta la) är ett palats i Lhasa i Tibet, som var Dalai lamas ordinarie vinterresidens och den tibetanska regeringens kansli. Det är tretton våningar högt och är beläget på klippan Marpori ("Den röda klippan"), omkring 3 700 meter över havet.

## Historik
Namnet Potala kommer från det gudomliga berget Potalaka, där boddhisattvan Chenresig skall ha sin boning. Palatset är också känt som Tse Podrang, "palatset på bergstoppen".
Det första palatset började byggas redan 631 av kejsar Songtsän Gampo. Det nuvarande palatset, som är av dzong-typ, består av två delar: det vita palatset, som började uppföras år 1645 på order av den femte Dalai Lama, och det röda palatset, som stod färdigt 1693.
Det vita palatset var både Dalai Lamas vinterresidens och kansli för den tibetanska regeringen, medan det röda palatset uteslutande har sakrala funktioner. I det röda palatsets västra kapell finns fem guldbeklädda chörten, där fem inkarnationer av Dalai lama finns begravda.
Potala var residens och regeringsbyggnad fram till det tibetanska upproret 1959, då den fjortonde Dalai lama tvingades gå i exil i Indien. Under kulturrevolutionen undgick Potalapalatset förstörelse och är därför en av de mest välbevarade historiska byggnaderna i Lhasa.
Potalapalatset är numera ett museum öppet för allmänheten. 
Potalapalatset upptogs 1994 på Unescos världsarvslista. Världsarvet utökades 2000 att även omfatta Jokhangklostret och 2001 även Norbulingka, det forna sommarpalatset.

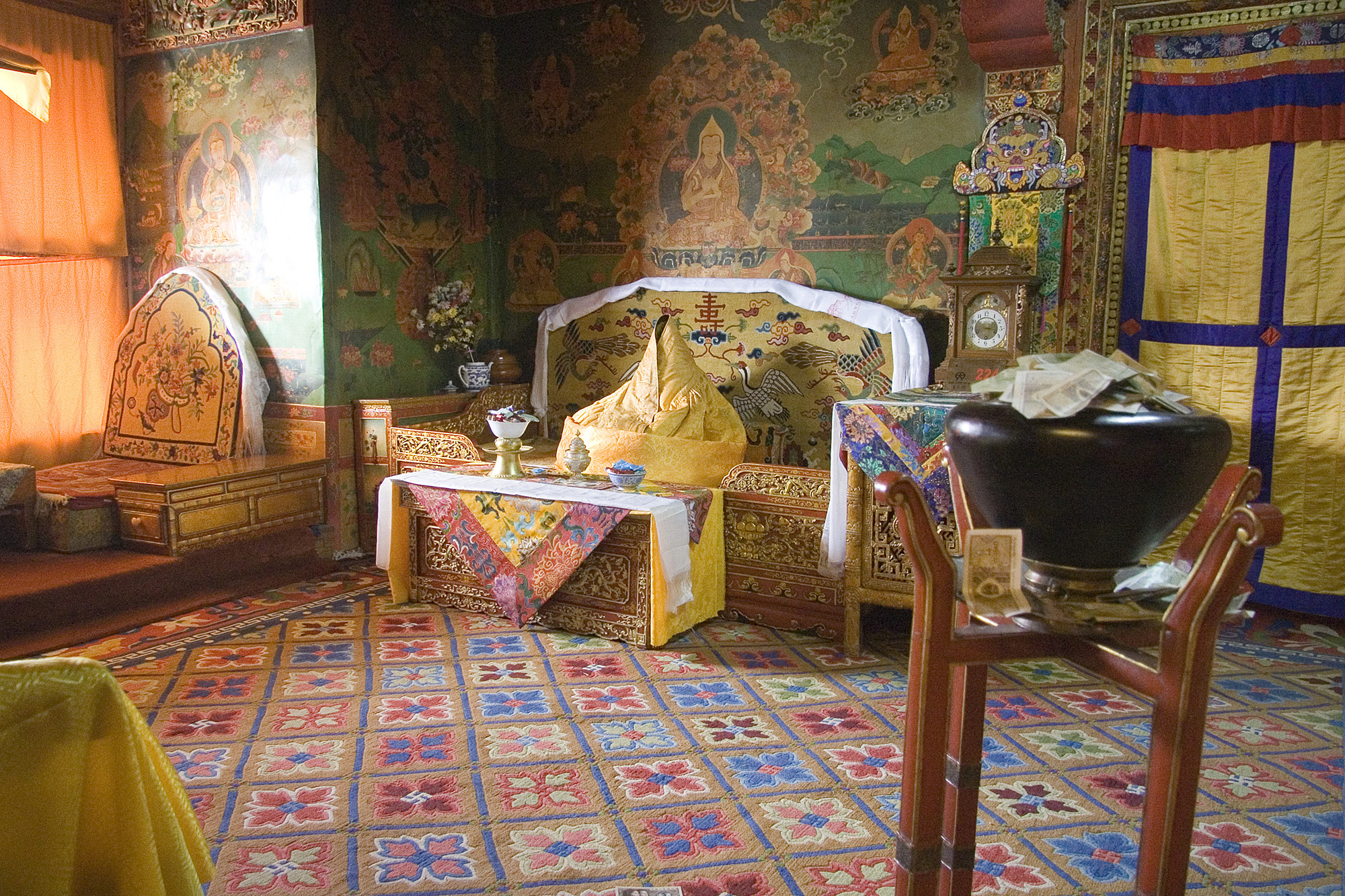
Interiör från Dalai Lamas residens.
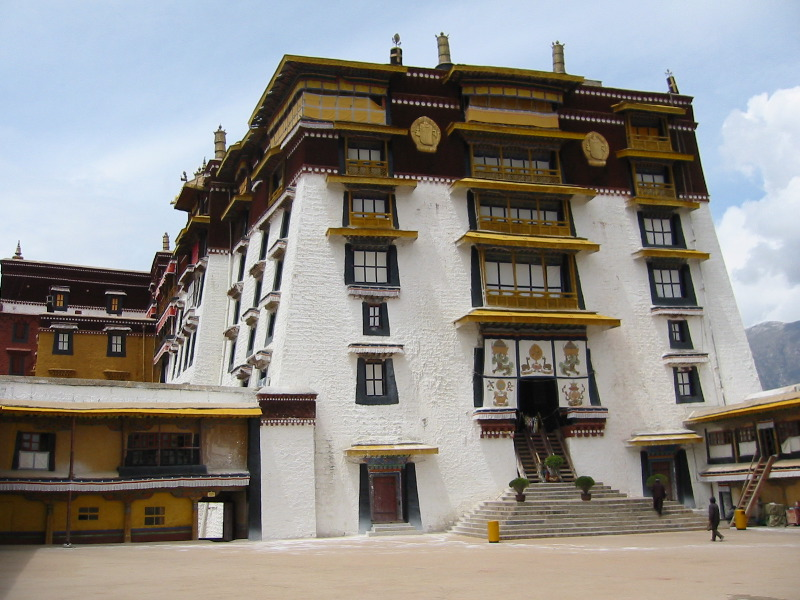
Exteriör från gårdsplanen Deyang Shar, med podium för Dalai Lama.
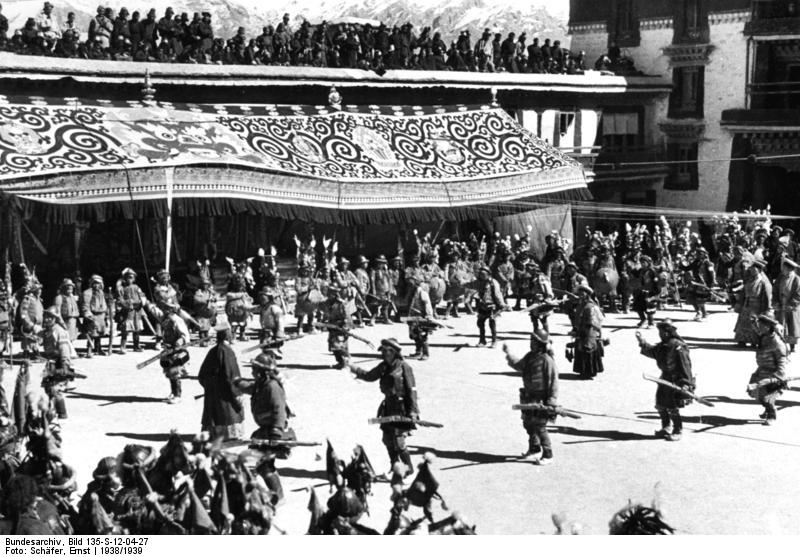
Nyårsuppträdande på Deyang Shar, 1930-talet.
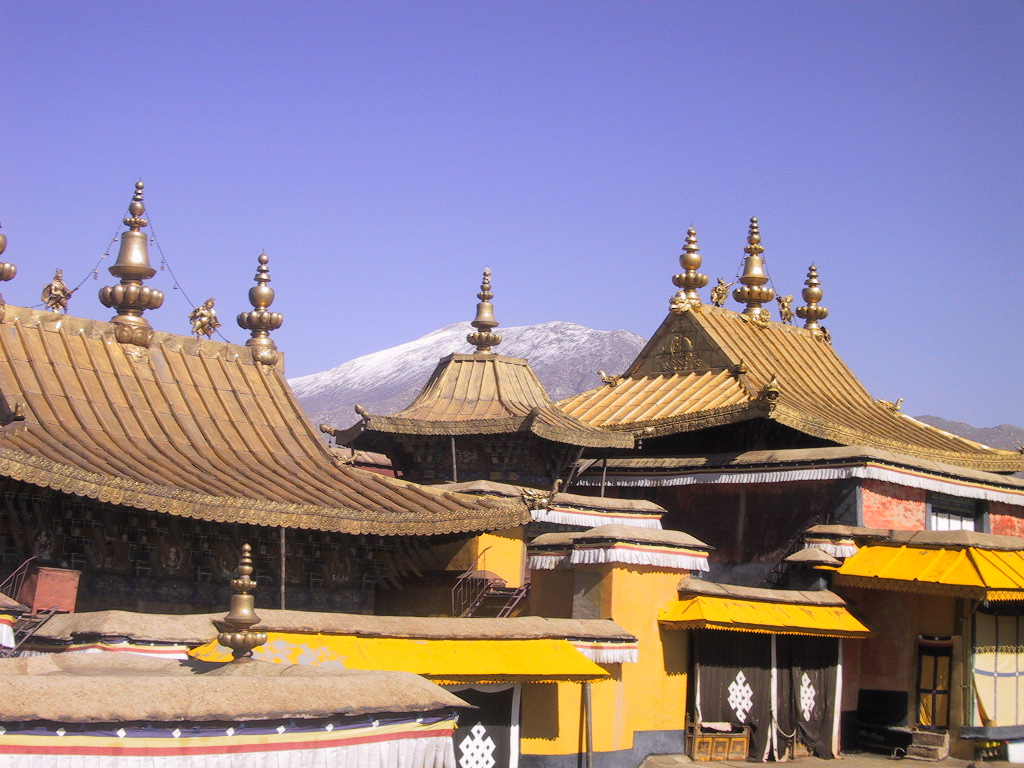
Gyllene tak tillägnade begravningskapell för tidigare Dalai Lama.